# King of the Ring (1996)
O King of the Ring (1996) foi a quarta edição do pay-per-view (PPV) de wrestling profissional King of the Ring produzido pela World Wrestling Federation (WWF, agora WWE) que apresentou a décima edição do torneio King of the Ring. O evento ocorreu em 23 de junho de 1996, a partir da MECCA Arena em Milwaukee, Wisconsin.
O evento principal foi a luta pelo WWF Championship onde Shawn Michaels derrotou British Bulldog para manter o título, com Mr. Perfect servindo como o árbitro convidado especial. As lutas preliminares apresentaram o torneio King of the Ring de 1996, que foi vencido por Stone Cold Steve Austin que derrotou Jake "The Snake" Roberts na final.
Outras lutas preliminares incluíram uma luta pelo WWF Intercontinental Championship entre o campeão Goldust e o desafiante Ahmed Johnson, Mankind versus The Undertaker, The Ultimate Warrior versus Jerry "The King" Lawler, e a luta pelo WWF Tag Team Championship entre os campeões The Smoking Gunns (Billy Gunn e Bart Gunn) e desafiantes The Godwinns (Henry Godwinn e Phineas I. Godwinn).
O discurso de vitória de Austin depois de vencer o torneio King of the Ring deu origem ao slogan "Austin 3:16", que se tornaria um dos slogans mais populares da história do wrestling profissional e o evento foi citado pela WWE como o ponto de luta da Attitude Era.

## Produção

### Conceito
O King of the Ring foi um evento pay-per-view (PPV) realizado anualmente em junho pela World Wrestling Federation (WWF, agora WWE) desde 1993. O PPV apresentava o torneio King of the Ring, o torneio de eliminação única foi estabelecido em 1985 e realizado anualmente até 1991, com exceção de 1990; esses primeiros torneios foram realizados como especiais não televisionados. O vencedor do torneio foi coroado "Rei do Ringue." Ao contrário dos eventos não televisionados, o PPV não apresentou todas as lutas do torneio. Em vez disso, várias das lutas de qualificação precederam o evento, com as últimas lutas ocorrendo no pay-per-view. Houve também outras lutas que ocorreram no evento, pois era um pay-per-view tradicional de três horas. Considerado como um dos "Big Five" PPVs da WWF, juntamente com o Royal Rumble, WrestleMania, SummerSlam, e Survivor Series, os cinco maiores shows anuais da empresa, o evento de 1996 foi o quarto King of the Ring em formato de PPV e o 10º torneio geral. Foi realizado em 23 de junho de 1996 na MECCA Arena em Milwaukee, Wisconsin.
Várias semanas antes do King of the Ring, os contratos de Kevin "Diesel" Nash e Scott "Razor Ramon" Hall expirou e os dois deixaram a WWF para se juntar a principal concorrente da WWF, a World Championship Wrestling (WCW). Após a sua última luta na WWF no Madison Square Garden em 19 de maio, Nash e Hall abraçaram seus amigos da vida real Michael Hickenbottom (lutando como Shawn Michaels) e Paul Levesque (lutando como Hunter Hearst Helmsley). Na época, Michaels e Hall estavam retratando personagens heróicos e Nash e Levesque estavam retratando personagens vilões; a administração da WWF viu o incidente como uma grande violação de kayfabe. No entanto, como Nash e Hall tinha deixado a empresa, e Michaels era o Campeão da WWF e uma grande atração de bilheteria, a punição caiu apenas em Levesque. Como resultado, Levesque teve seu "destaque" no evento principal — que teria começado com uma vitória no torneio King of the Ring — cancelado.

### Rivalidades
O King of the Ring apresentou lutas que resultaram de enredos roteirizados, onde os lutadores retratavam heróis, vilões ou personagens menos distiguiveis em eventos roteirizados que geravam tensão e culminavam em uma luta ou série de lutas. Os resultados foram predeterminados pelos escritores da WWF, enquanto as histórias foram produzidas no programa semanal de televisão da WWF, Monday Night Raw.
O evento contou com o a realização do torneio anual King of the Ring de eliminação única. A qualificação para o torneio começou no episódio do Raw de 27 de Maio de 1996, com Ultimate Warrior enfrentando o Campeão Intercontinental da WWF Goldust em uma luta que acabou em dupla contagem, e Vader derrotando Ahmed Johnson. A qualificação continuou no episódio de 1 de Junho do Superstars como Justin "Hawk" Bradshaw derrotado Henry Godwinn. Na edição de 3 de junho do Raw, Stone Cold Steve Austin e Jake "The Snake" Roberts se classificaram ao derrotar Bob "Spark Plug" Holly e Hunter Hearst Helmsley, respectivamente. No episódio de 9 de junho do Superstars Sávio Vega derrotou Marty Jannetty em uma luta de qualificação. No episódio de 10 de junho do Raw, a qualificação para o torneio terminou com "Wildman" Marc Mero derrotando Skip e Owen Hart derrotando Yokozuna. A primeira luta das quartas de final do torneio ocorreu no episódio de 16 de Junho do Superstars com Roberts derrotando Bradshaw. No episódio de 17 de junho do Raw, Austin derrotou Vega e Mero derrotou Hart nas quartas de final restantes. Vader recebeu um bye nas quartas de final devido à luta de qualificação de Warrior e Goldust, resultando em uma dupla contagem.
A principal rivalidade entrar no evento foi entre Shawn Michaels e British Bulldog pelo WWF Championship. No In Your House 8, Michaels defendeu o título contra Bulldog em uma luta que terminou sem vencedor quando os ombros de ambos os homens estavam na lona. Embora o árbitro Conde Hebner declarasse Michaels como o vencedor, a esposa de Bulldog Diana Smith e Jim Cornette entregaram o título a Bulldog. O presidente da WWF Gorilla Monsoon declarou a luta sem um vencedor. No episódio de 3 de junho do Raw, Monsoon anunciou que Michaels defenderia o título contra Bulldog em uma revanche no King of the Ring e permitiu a Camp Cornette escolher um árbitro convidado especial para a luta. No episódio de 17 de junho do Raw, Jim Cornette anunciou que Mr. Perfect seria o árbitro convidado para a luta.

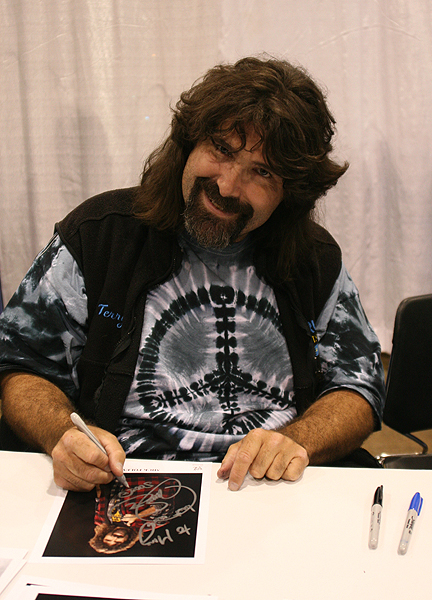
Mick Foley enfrentou The Undertaker como "Mankind" no King of the Ring.

Outra rivalidade predominante que entrava no evento foi entre The Undertaker e Mankind. No episódio de 1 de abril do Raw, Mankind fez sua estréia na WWF e derrotou Bob Holly. Mais tarde naquela noite, Mankind atacou The Undertaker durante sua luta com Justin Bradshaw. No episódio de 13 de maio do Raw, Vince McMahon realizou um segmento de entrevista no ringue com The Undertaker e Paul Bearer. Mankind atacou The Undertaker, que estava distraído com Goldust e sua valet Marlena. No In Your House 8, Mankind ajudou Goldust a manter o WWF Intercontinental Championship contra The Undertaker em uma luta de caixão. Isso levou a uma luta entre The Undertaker e Mankind no King of the Ring.
No episódio de 27 de maio do Raw, Warrior lutou contra o campeão Intercontinental da WWF Goldust, com a luta terminando em uma dupla contagem em uma luta de qualificação para o torneio King of the Ring quando Goldust tentou deixar o ringue e foi atacado no corredor por Warrior. Depois que a luta terminou, Jerry "The King" Lawler tentou dar uma cadeira para Marlena, a valet de Goldust, mas Warrior agarrou a cadeira e a destruiu. Lawler tinha sido crítico de uma história em quadrinhos lançada por Warrior e fez declarações sobre como teria sido melhor se ele fizesse a obra de arte. No episódio de 10 de junho do Raw, Lawler entrevistou Warrior e pediu desculpas a ele por lhe custar sua luta de qualificação contra Goldust e ofereceu um retrato de Warrior como presente. Warrior rejeitou o pedido de desculpas e o presente. Lawler atacou Warrior, levando a uma luta entre os dois no King of the Ring. Em entrevista ao DVD The Self-Destruction of the Ultimate Warrior, Lawler estava muito descontente com a configuração do incidente, como Warrior inesperadamente chegou ao ringue usando um boné de beisebol para promover sua história em quadrinhos.
No episódio de 27 de maio do Raw, Ahmed Johnson entrou em uma briga com Goldust em um segmento de bastidores depois de perder uma luta de qualificação do King of the Ring para Vader. No episódio de 3 de junho do Raw, o presidente da WWF Gorilla Monsoon anunciou que Goldust defenderia o título contra Johnson no King of the Ring.
No In Your House 8, em The Smoking Gunns (Billy Gunn e Bart Gunn) derrotaram The Godwinns (Henry O. Godwinn e Phineas I. Godwinn) para vencerem o WWF Tag Team Championship. Como resultado de os Godwinns perderem os títulos, sua valet Sunny tornou-se a valet dos Gunns. Devido à traição de Sunny, os Godwinns continuaram sua rivalidade com os Gunns, levando a uma luta pelos títulos no King of the Ring.

## Evento
| Função:              | Nome:         |
| -------------------- | ------------- |
| Comentaristas        | Vince McMahon |
| Comentaristas        | Jim Ross      |
| Comentaristas        | Owen Hart     |
| Entrevistador        | Dok Hendrix   |
| Anunciador de ringue | Howard Finkel |
| Árbitros             | Tim White     |
| Árbitros             | Mike Chioda   |
| Árbitros             | Jack Doan     |
| Árbitros             | Earl Hebner   |

Antes do evento ser exibido ao vivo no pay-per-view, o The Bodydonnas (Skip e Zip) enfrentaram os The New Rockers (Marty Jannetty e Leif Cassidy) em uma luta que foi ao ar ao vivo de forma gratuita. Os Bodydonnas venceram quando Skip fazer o pin em Cassidy depois de a manager dos Bodydonnas Cloudy beijar Cassidy. A luta foi seguida por uma luta não televisionada em que Hunter Hearst Helmsley derrotou Aldo Montoya.

### Lutas preliminares
O evento começou com as semifinais do torneio King of the Ring. A primeira luta da semifinal foi entre Marc Mero e Stone Cold Steve Austin. Durante a luta, a boca de Austin ficou gravemente ferida. Mero lutau Austin nas cordas e depois aplicou um backdrop em Austin. Austin atacou Mero com um chute no corner e tentou jogar Mero fora do ringue, mas Mero lutau Austin fora do ringue. Mero aplicou uma Plancha em Austin fazendo Austin sangrar de sua boca. Mero voltou ao ringue e aplicou um suicide dive em Austin. Mero tentou a contagem em Austin depois de um Míssil Dropkick mas ta contagem foi à 2. Austin recuperou seu ímpeto e tentou fazer a contagem em Mero após um Hotshot mas o Mero fez o kick out. Austin em seguida aplicou um Stone Cold Stunner em para ganhar a luta.
O outra semifinal foi entre Jake Roberts e Vader. Vader atacou Roberts com um Body Press e um Running Splash. Roberts acertou Vader e aplicou um Swinging Knee Lift. Roberts tentou terminar a luta aplicando um DDT em Vader, mas Vader o apoiou no corner e tentou acertar um Short-arm Clothesline. Roberts revidou e acertou um Short-arm Clothesline. Roberts correu através das cordas, mas Vader acertou ele com um Running Splash e tentou carregar Roberts ao corner. Roberts evitou e tentou acertar um DDT em Vader, mas Vader usou o árbitro como um escudo humano para impedir-se de acertar um DDT. Como resultado do uso do árbitro, Vader foi desqualificado. Vader agrediu Roberts após a luta e o feriu acertando-o com um Vader Bomb.
Na luta seguinte, The Smoking Gunns defenderam o WWF Tag Team Championship contra The Godwinns. Os Gunns obtiveram a vantagem na luta quando Billy distraiu Phineas e Bart atacou Phineas por trás. No entanto, os Godwinns obtiveram vantagem e dominaram a maior parte da luta. Nos momentos finais da luta, Bart acertou uma chute em Phineas, permitindo que Billy prendesse Phineas com um roll-up.
A quarta luta foi entre The Ultimate Warrior e Jerry Lawler. Lawler trouxe um cetro para o ringue durante sua entrada. Como Warrior estava fazendo sua entrada, Lawler começou a atacar Warrior com o cetro e usou muitos táticas sujas para enfraquecer oWarrior. Lawler tentou terminar a luta com um Piledriver mas Warrior não vendeu o golpe e começou a dominar Lawler com uma série de clotheslines. Warrior acertou Lawler com um Running Shoulder Block para ganhar a luta.
A quinta luta foi entre The Undertaker e Mankind. Undertaker começou a luta atacando Mankind com um Flying Clothesline. Undertaker seguiu com o "Old School". Mankind ganhou impulso com um Bodyslam. A ação continuou até que foi levada para fora. Mankind agarrou uma cadeira para atacar Undertaker com ela, mas Undertaker chutou Mankind na cadeira. Undertaker colocou a Mankind no ringue e os dois voltaram para o ringue. O empresário de Undertaker, Paul Bearer, distraiu o árbitro, permitindo que Undertaker ataque Mankind com uma cadeira. Undertaker seguido com um Big Boot e tentou terminar a luta, tentando um Tombstone Piledriver. Mankind saiu do movimento e atingiu um Swinging Neckbreaker. Mankind tentou terminar The Undertaker com um Mandible Claw, mas The Undertaker bloqueou o movimento e foi chutado por Mankind. A ação voltou ao chão onde a Mankind eacertou uma cotovelada em Undertaker contra os degraus de aço. Ele tentou atacar Undertaker com um Diving Elbow Drop através do apron, mas Undertaker bloqueou o movimento com a cadeira. Mankind voltou ao ringue e bateu em Undertaker com um Piledriver. Mankind agarrou a urna de Undertaker e tentou atacá-lo com ela, mas Bearer pegou a urna da Mankind. Mankind se concentrou em Undertaker e aplicou um Mandible Claw em Undertaker. Bearer tentou acertar Mankind com a urna, mas Mankind puxou Undertaker para evitar ser atingido e Undertaker foi atingido com a urna. Isso permitiu que a Mankind aplicasse outro Mandible Claw em Undertaker. Como resultado, Mankind foi declarado com a vitória por submissão técnica.

### Lutas principais

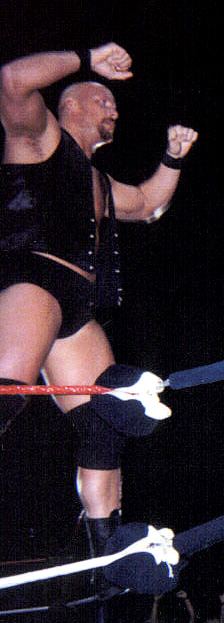
Stone Cold Steve Austin foi o vencedor do torneio King of the Ring de 1996.

Na sexta luta do evento, Goldust defendeu o WWF Intercontinental Championship contra Ahmed Johnson. Johnson dominou a maior parte da luta. Goldust quase ganhou a luta depois de aplicar um Sleeper Hold, que ele chamou de Good Night Sweet Charlotte mas não fez a contagem em Johnson e tentou agredi-lo ainda mais, mas Johnson respondeu e atacou Goldust com um Sitout Pearl River Plunge para vencer a luta e o título Intercontinental.

Em seguida, foi a final do torneio King of the Ring, colocando Stone Cold Steve Austin contra Jake Roberts. O presidente da WWF, Gorilla Monsoon, veio ao ringue durante a luta e ofereceu a Roberts para parar a luta devido à sua lesão na costela sofrida em sua luta na semifinal contra Vader. Roberts reagrupou-se e recusou-se a perder. Ele começou a atacar Austin e tentou acertar um DDT, mas Austin evitou o movimento e começou a se concentrar nas costelas feridas de Roberts. No final da luta, Austin acertou um Stone Cold Stunner para vencer a luta e o torneio King of the Ring. Após a luta, Austin zombou de Roberts e suas pregações Bíblia- pregador durante sua coroação como Rei do Ringue, proferindo uma citação:
"Você fica aí, batendo na sua Bíblia e fazendo suas orações, e isso não te levou a lugar nenhum! Fale dos seus salmos, fale de João 3:16... Austin 3:16 diz: eu acabei de chutar a sua bunda!"

— 

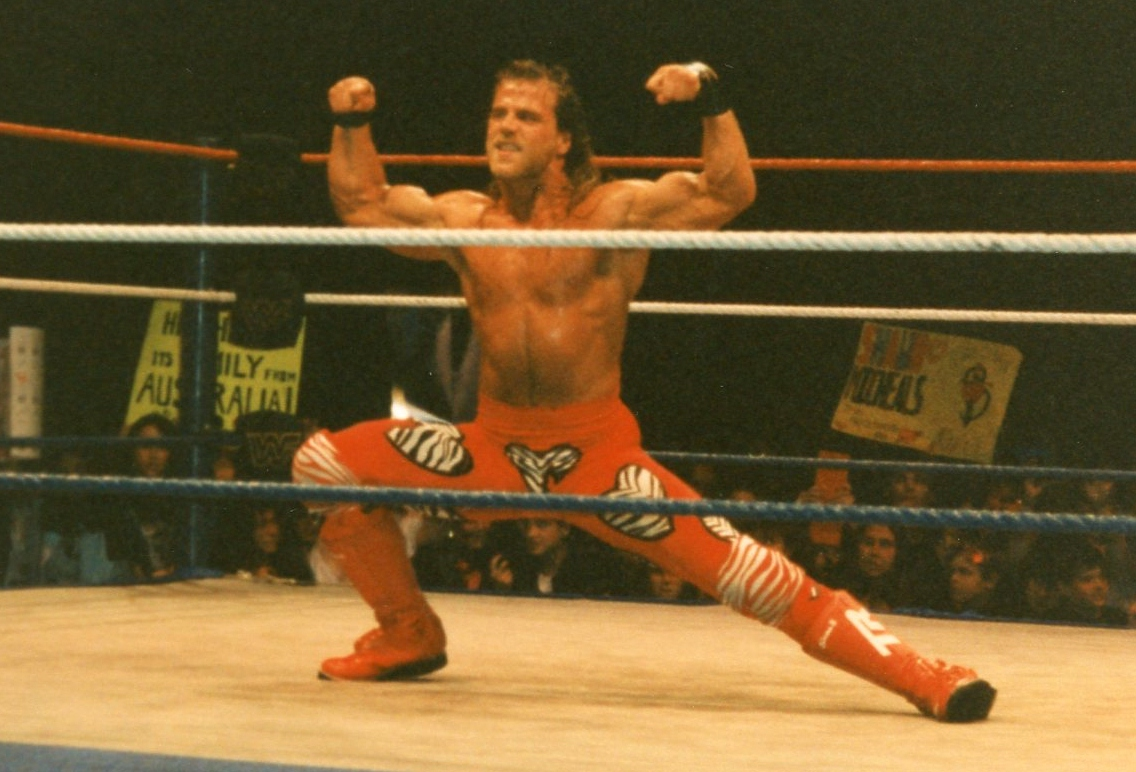
Shawn Michaels defendeu o seu WWF Championship contra British Bulldog no King of the Ring.

No evento principal Shawn Michaels defendeu o WWF Championship contra o British Bulldog.Mr. Perfect estava programado para arbitrar a luta, mas no último minuto o presidente da WWF, Gorilla Monsoon, decidiu que Perfect estaria arbitrando fora do ringue (devido à controversa arbitragem de Perfect na WrestleMania X) enquanto Earl Hebner seria o árbitro interno. A luta foi para frente e para trás com a esposa de Bulldog, Diana, e o seu manager Jim Cornette interferindo em nome de Bulldog em muitas ocasiões durante a luta. O cunhado de Bulldog e companheiro de equipe Owen Hart serviu como comentarista convidado para todo o pay-per-view. Nos momentos finais da luta, Michaels tentou acertar Bulldog com um Hurricanrana mas Bulldog rebateu-o em uma Sitout Powerbomb. Michaels recuperou seu ímpeto e acertou Bulldog com um Flying Forearm Smash, um Diving Elbow Drop e um Sweet Chin Music e tentou fazer a contagem em Bulldog. Hebner e Perfect começaram a contar o pinfall. Hart deixou a mesa de comentários e tirou Perfect do ringue para impedi-lo de fazer a contagem, mas Hebner contou até três, permitindo que Michaels vencesse a luta e mantivesse o WWF Championship. Após a luta, Bulldog e Hart atacaram Michaels. Johnson veio resgatar Michaels até que Vader apareceu e se juntou a Bulldog e Hart para atacar Michaels e Johnson. Warrior apareceu para salvar Michaels e Johnson de Bulldog, Hart e Vader e isso terminou o show.

## Resultados
| Nº                                          | Resultados | Estipulações                                           | Tempo |
| ------------------------------------------- | --- | ------------------------------------------------------ | ----- |
| Dark                                        | Hunter Hearst Helmsley derrotou Aldo Montoya                                                                         | Luta individual                                        | 3:00  |
| Free For All                                | The Bodydonnas (Skip e Zip) (com Kloudi) derrotaram The New Rockers (Marty Jannetty e Leif Cassidy)                  | Luta de duplas                                         | 8:06  |
| 1                                           | Stone Cold Steve Austin derrotou Marc Mero (com Sable)                                                               | Semifinal do torneio King of the Ring                  | 16:49 |
| 2                                           | Jake Roberts derrotou Vader (com Jim Cornette) por desclassificação                                                  | Semifinal do torneio King of the Ring                  | 3:34  |
| 3                                           | The Smoking Gunns (Billy e Bart) (c) (com Sunny) derrotaram The Godwinns (Henry O. e Phineas I.) (com Hillbilly Jim) | Luta de duplas pelo WWF Tag Team Championship          | 10:10 |
| 4                                           | The Ultimate Warrior derrotou Jerry Lawler                                                                           | Luta individual                                        | 3:50  |
| 5                                           | Mankind derrotou The Undertaker (com Paul Bearer) por submissão técnica                                              | Luta individual                                        | 18:21 |
| 6                                           | Ahmed Johnson derrotou Goldust (c) (com Marlena)                                                                     | Luta individual pelo WWF Intercontinental Championship | 15:34 |
| 7                                           | Stone Cold Steve Austin derrotou Jake Roberts                                                                        | Final do torneio King of the Ring                      | 4:28  |
| 8                                           | Shawn Michaels (c) (com José Lothario) derrotou The British Bulldog (com Diana Smith e Jim Cornette)                 | Luta individual pelo WWF Championship                  | 26:24 |
| (c) – Refere-se aos campeões antes da luta. | |                                                        |       |

### Chaveamento do torneio
O torneio ocorreu entre 27 de Maio e 23 de Junho de 1996 (todas as duas primeiras rodadas foram feitas em 27 e 28 de Maio, duas das três lutas das quartas de final ocorreram antes da primeira rodada ser concluída). O chaveamento do torneio foi:
|  | Oitavas de final (TV) | Oitavas de final (TV) | Oitavas de final (TV) |       |     | Quartas de final (TV) | Quartas de final (TV) | Quartas de final (TV) |     |  | Semifinal (PPV) | Semifinal (PPV) | Semifinal (PPV) |     |  | Final (PPV) | Final (PPV) | Final (PPV) |
|  |                       |                       |                       |       |     |                       |                       |                       |     |  |                 |                 |                 |     |  |             |             |             |
|  |                       | Ahmed Johnson         | Pin                   |       |     |                       |                       |                       |     |  |                 |                 |                 |     |  |             |             |             |
|  |                       | Vader                 | 11:20                 |       |     |                       |                       |                       |     |  |                 |                 |                 |     |  |             |             |             |
|  |                       | Vader                 | 11:20                 | Vader |     |                       |                       |                       |     |  |                 |                 |                 |     |  |             |             |             |
|  |                       |                       |                       |       |     |                       |                       |                       |     |  |                 |                 |                 |     |  |             |             |             |
|  |                       |                       | BYE                   |       |     |                       |                       |                       |     |  |                 |                 |                 |     |  |             |             |             |
|  |                       | Goldust               | DCO                   |       |     |                       |                       |                       |     |  |                 |                 |                 |     |  |             |             |             |
|  |                       | Goldust               | DCO                   |       |     |                       |                       |                       |     |  |                 |                 |                 |     |  |             |             |             |
|  |                       | Ultimate Warrior      |                       |       |     |                       |                       |                       |     |  |                 |                 |                 |     |  |             |             |             |
|  |                       |                       |                       |       |     |                       |                       | Vader                 | DQ  |  |                 |                 |                 |     |  |             |             |             |
|  |                       |                       |                       |       |     |                       |                       |                       | DQ  |  |                 |                 |                 |     |  |             |             |             |
|  |                       |                       | Jake Roberts          | 3:34  |     |                       |                       |                       |     |  |                 |                 |                 |     |  |             |             |             |
|  |                       | Hunter H. Helmsley    | Jake Roberts          | 3:34  | Pin |                       |                       |                       |     |  |                 |                 |                 |     |  |             |             |             |
|  |                       | Hunter H. Helmsley    |                       |       | Pin |                       |                       |                       |     |  |                 |                 |                 |     |  |             |             |             |
|  |                       | Jake Roberts          |                       |       |     |                       |                       |                       |     |  |                 |                 |                 |     |  |             |             |             |
|  |                       |                       | Jake Roberts          | Pin   |     |                       |                       |                       |     |  |                 |                 |                 |     |  |             |             |             |
|  |                       |                       |                       | Pin   |     |                       |                       |                       |     |  |                 |                 |                 |     |  |             |             |             |
|  |                       |                       | Justin Bradshaw       |       |     |                       |                       |                       |     |  |                 |                 |                 |     |  |             |             |             |
|  |                       | Justin Bradshaw       | Pin                   |       |     |                       |                       |                       |     |  |                 |                 |                 |     |  |             |             |             |
|  |                       | Justin Bradshaw       | Pin                   |       |     |                       |                       |                       |     |  |                 |                 |                 |     |  |             |             |             |
|  |                       | Henry O. Godwinn      |                       |       |     |                       |                       |                       |     |  |                 |                 |                 |     |  |             |             |             |
|  |                       |                       |                       |       |     |                       |                       |                       |     |  |                 |                 | Jake Roberts    | Pin |  |             |             |             |
|  |                       |                       |                       |       |     |                       |                       |                       |     |  |                 |                 |                 |     |  |             |             |             |
|  |                       |                       | Steve Austin          | 4:28  |     |                       |                       |                       |     |  |                 |                 |                 |     |  |             |             |             |
|  |                       | Steve Austin          | Steve Austin          | 4:28  | Sub |                       |                       |                       |     |  |                 |                 |                 |     |  |             |             |             |
|  |                       | Steve Austin          |                       |       | Sub |                       |                       |                       |     |  |                 |                 |                 |     |  |             |             |             |
|  |                       | Bob Holly             |                       |       |     |                       |                       |                       |     |  |                 |                 |                 |     |  |             |             |             |
|  |                       |                       | Steve Austin          | Pin   |     |                       |                       |                       |     |  |                 |                 |                 |     |  |             |             |             |
|  |                       |                       |                       | Pin   |     |                       |                       |                       |     |  |                 |                 |                 |     |  |             |             |             |
|  |                       |                       | Savio Vega            |       |     |                       |                       |                       |     |  |                 |                 |                 |     |  |             |             |             |
|  |                       | Marty Jannetty        | Pin                   |       |     |                       |                       |                       |     |  |                 |                 |                 |     |  |             |             |             |
|  |                       | Marty Jannetty        | Pin                   |       |     |                       |                       |                       |     |  |                 |                 |                 |     |  |             |             |             |
|  |                       | Savio Vega            |                       |       |     |                       |                       |                       |     |  |                 |                 |                 |     |  |             |             |             |
|  |                       |                       |                       |       |     |                       |                       | Steve Austin          | Pin |  |                 |                 |                 |     |  |             |             |             |
|  |                       |                       |                       |       |     |                       |                       |                       | Pin |  |                 |                 |                 |     |  |             |             |             |
|  |                       |                       | Marc Mero             | 16:49 |     |                       |                       |                       |     |  |                 |                 |                 |     |  |             |             |             |
|  |                       | Marc Mero             | Marc Mero             | 16:49 | Pin |                       |                       |                       |     |  |                 |                 |                 |     |  |             |             |             |
|  |                       | Marc Mero             |                       |       | Pin |                       |                       |                       |     |  |                 |                 |                 |     |  |             |             |             |
|  |                       | Bodydonna Skip        |                       |       |     |                       |                       |                       |     |  |                 |                 |                 |     |  |             |             |             |
|  |                       |                       | Marc Mero             | Pin   |     |                       |                       |                       |     |  |                 |                 |                 |     |  |             |             |             |
|  |                       |                       |                       | Pin   |     |                       |                       |                       |     |  |                 |                 |                 |     |  |             |             |             |
|  |                       |                       | Owen Hart             |       |     |                       |                       |                       |     |  |                 |                 |                 |     |  |             |             |             |
|  |                       | Owen Hart             | Pin                   |       |     |                       |                       |                       |     |  |                 |                 |                 |     |  |             |             |             |
|  |                       | Owen Hart             | Pin                   |       |     |                       |                       |                       |     |  |                 |                 |                 |     |  |             |             |             |
|  |                       | Yokozuna              |                       |       |     |                       |                       |                       |     |  |                 |                 |                 |     |  |             |             |             |